# 海島航空
海島航空（Island Air，或稱夏威夷海島航空）是一家總部設於夏威夷檀香山的小型航空公司，主要穿梭在夏威夷的歐胡、茂宜、莫洛凱、拉奈和考艾島之間。

## 历史
海島航空前身是普林斯維爾航空，創立於1980年，當時只有兩架雙翼機定期往返普林斯維爾及檀香山。1987年，普林斯維爾航空被售予阿羅哈航空公司，並改名為阿羅哈海島航空。1992年，阿羅哈航空公司將阿羅哈海島航空正名為海島航空，於1995年獲得美國聯邦航空總署承認。2003年，海島航空易手，由加瓦爾尼控股公司持有，獨立於阿羅哈航空公司，因此成為夏威夷第三大航空公司。2013年，甲骨文公司主席賴瑞·艾利森以私人名義買下海島航空。